# Kabupaten Gayo Lues
Kabupaten Gayo Lues är ett kabupaten i Indonesien.   Det ligger i provinsen Aceh, i den västra delen av landet, 1 500 km nordväst om huvudstaden Jakarta. Antalet invånare är 83 466.